# Турецкая баня (Царское Село)
Турецкая баня — павильон Екатерининского парка Царского Села, памятник культуры федерального значения, находится на берегу Большого пруда. Павильон был построен по распоряжению императора Николая I в память о Русско-турецкой войне 1828—1829 годов.

## История создания и судьба павильона

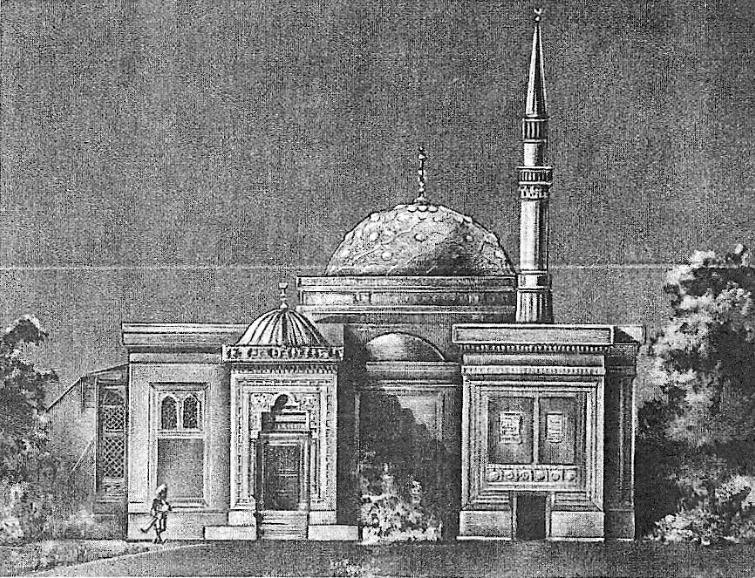
Монигетти И. Адрианопольская мечеть. Акварель. 1840-е годы

В память о заключении Ясского мирного договора 1791 года императрица Екатерина II заказала архитектору Джакомо Кваренги проект павильона Турецкая баня. Этот проект не был осуществлён. Николай I решил осуществить намерение бабушки-императрицы, украсив парк павильоном, посвящённым победам русской армии над турками, но уже в ходе другой победоносной для России войны с Турцией в 1828—1829 годах и заключённому по её итогам Адрианопольскому мирному договору.
Первоначально проект павильона был подготовлен в 1848 году архитектором Карлом Росси. Он воспользовался, как образцом, зарисовками бани гарема Старого дворца в Адрианополе, сделанными в 1829—1830 годах по распоряжению Николая I библиотекарем императора Карлом Седжером (1788—1840) и художником-баталистом Августом Дезарно (1788—1840). Мраморные детали её отделки, вывезенные в Россию, предполагалось использовать в интерьере бани.
Проект Росси был отклонён самим Николаем I, но его рисунки в феврале 1848 года были направлены главному архитектору Императорских царскосельских дворцов Ипполиту Монигетти (ему в то время было только 29 лет). Архитектору предлагалось составить свой проект, но обязательно использовать мраморные детали, вывезенные из Адрианополя. Монигетти сам бывал в Турции и в качестве прототипа павильона использовал собственное акварельное изображение адрианопольской мечети. Место для постройки павильона (на полуострове Большого пруда) также определил император 30 апреля. В середине мая 1848 года архитектор представил Николаю I свой вариант будущего павильона. Предполагалось построить турецкую баню-хаммам с Кофейной, Диванной (с фонтаном посередине и балконом), Раздевальной, Большой баней, которую должен был представлять круглый зал с куполом (он был обязательным элементом хаммама, позволяющим каплям воды, которую образовывал пар, стекать по стенам) и нишей с переходом в Малую баню и Горячую баню (с различными температурами). В первоначальном проекте предполагались резервуар для воды и топка. Павильон должен был напоминать мечеть с куполом и минаретом. Проект Монигетти был утверждён в апреле 1850 года.

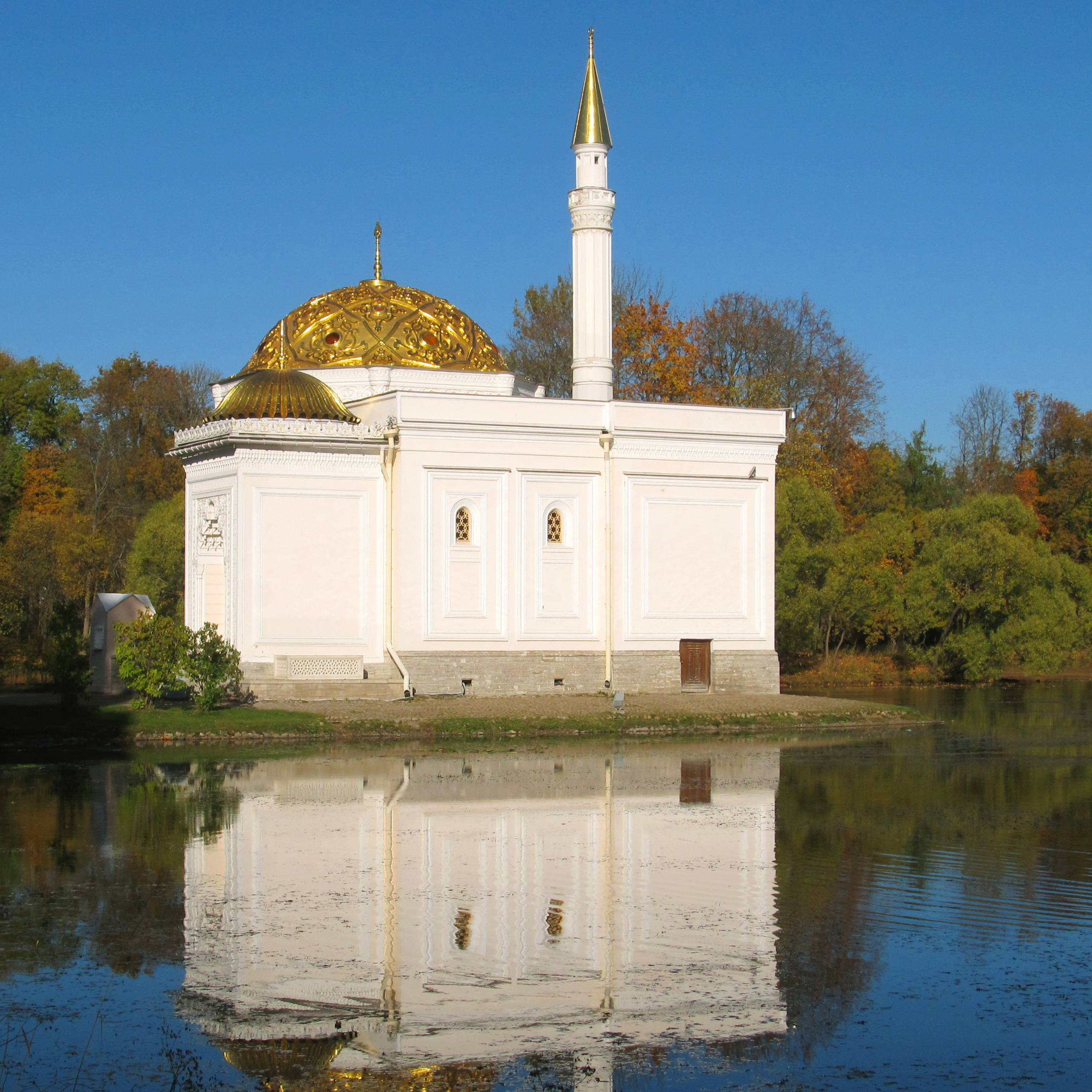
Турецкая баня. Отражение в водах Большого пруда

После представления архитектором сметы на постройку павильона 28 августа 1848 года строительство было отложено из-за отсутствия денег. Только 11 апреля 1850 года император утвердил проект Монигетти, но приказал строить павильон без отопления и сократил смету. 6 мая 1850 года Монигетти представил новый вариант сметы, уже без отопления, на общую сумму 37 838 рублей и 12 1/2 копеек серебром. Министр императорского двора и уделов П. М. Волконский ответил архитектору:

На сию постройку назначено Государем Императором тридцать тысяч рублей серебром… сию суммою должно изворотиться, стараясь делать всевозможную экономию, ибо Его Величество не намерен на сей предмет сделать прибавки.— Тоесева А. В. Государственный музей-заповедник «Царское Село». Турецкая баня
10 июня Царскосельское дворцовое правление объявило торги на постройку Турецкой бани по утверждённому проекту, однако желающих взять на себя подряд с такой сметой не нашлось. Монигетти настоял отдать подряд архитектору Агостино Камуцци, давшему согласие придерживаться данной сметы ещё до объявления торгов. Камуцци руководил строительством в течение двух лет. В октябре 1852 года строительство Турецкой бани было завершено. Ландшафтными работами руководил старший садовый мастер И. Ф. Пипер.
Монигетти представил на утверждение Николая I собственные эскизы мебели и украшений, которые он предполагал разместить в Турецкой бане (21 предмет), на общую сумму 4000 рублей. Император утвердил эскизы и смету, металлическая мебель была заказана в Гальванопластическом заведении принца Лейхтенбергского, деревянная мебель — у придворного мастера Готлиба Якобса, а мягкая — у французского мастера Филиппо. Часть предметов была приобретена через магазины в Москве для сокращения затрат (деревянные, инкрустированные перламутром, костью и черепаховым панцирем комод, столик, табуреты, фарфоровые и медные позолоченные сосуды, кальян, курильницу, кокосовые ложки, украшенные кораллом чубуки с хрустальными мундштуками, перламутровый веер).
К осени 1853 года отделка интерьеров Турецкой бани была закончена. По времени создания Турецкая баня является последней постройкой на территории Екатерининского парка.
После Октябрьской революции 1917 года павильон был законсервирован, а в 1941 году открыт в качестве музея. Во время Великой Отечественной войны павильон сильно пострадал. В ходе реставраций 1949 и 1953 годов был восстановлен фасад здания. Оно было превращено в подсобное помещение лодочной станции, стены внутри здания были закрашены краской. После реставрации 2006—2008 годов, когда был восстановлен интерьер, павильон используется в тёплое время года как музейный павильон.

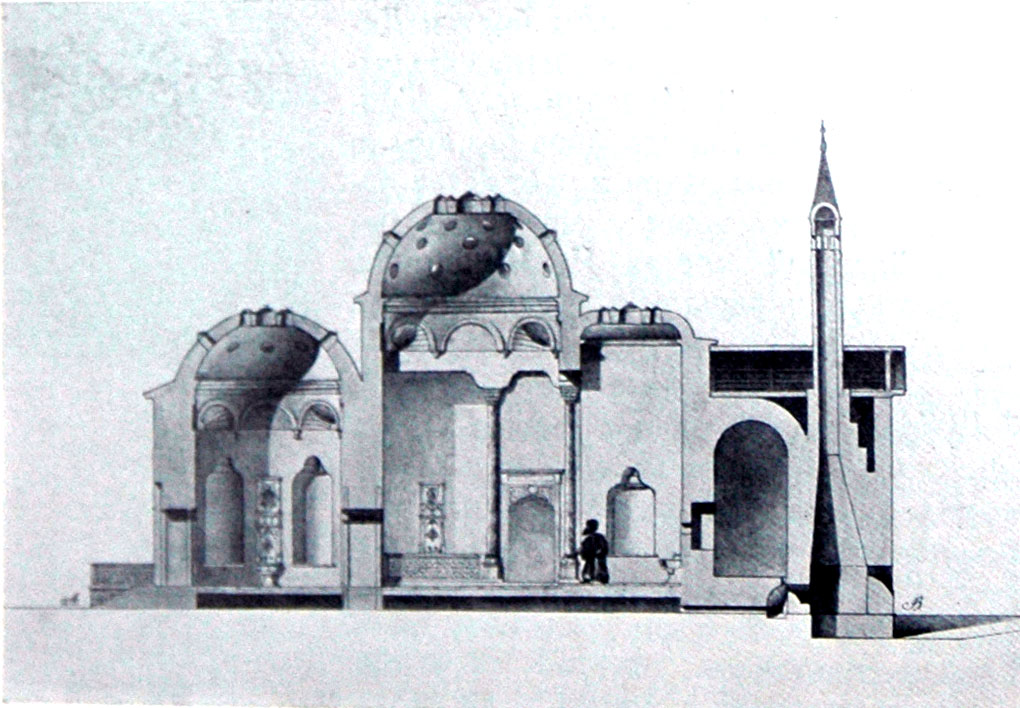
К. Росси. Проект Турецкой бани в Царском Селе. 1840-е годы
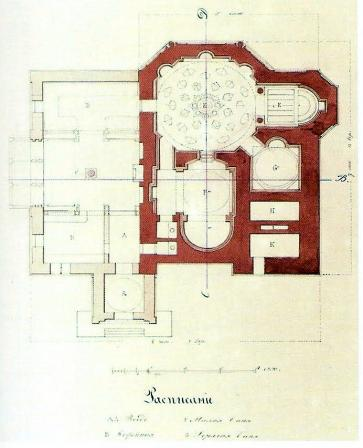
Монигетти И. Первоначальный план-проект Турецкой бани, 1848
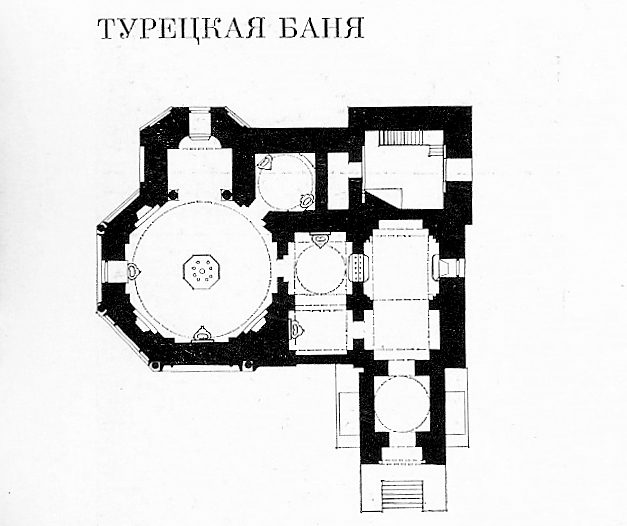
Турецкая баня в Царском Селе. План-проект И. Монигетти в окончательной редакции. 1850-е годы

## Характеристика памятника

### Фасад здания

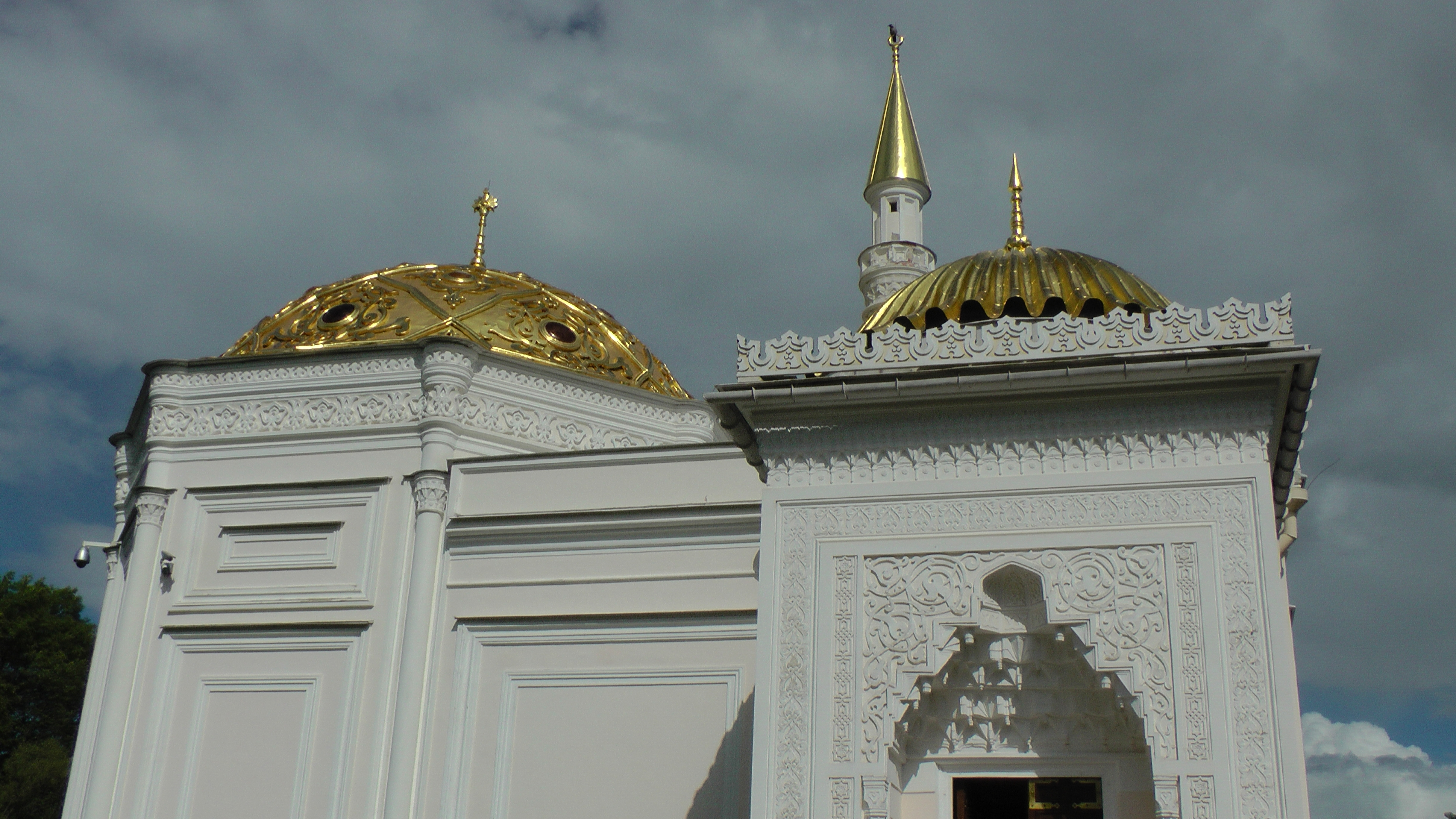
Турецкая баня. Фасад со стороны портала

Павильон представляет собой небольшую постройку палевого цвета с позолоченным и украшенным рельефными орнаментами куполом, окнами-люнетами со стёклами жёлтого цвета и фигурным шпилем; к ней примыкал минарет, увенчанный шпилем и полумесяцем. В облике Турецкой бани нет мощи архитектурных форм и героического подъёма, хотя он является монументом в честь военных побед России. Монигетти использовал традиции архитектурного романтизма последних десятилетий XVIII века. Архитектор взял в качестве образца из Адрианопольской мечети центральную часть с купольным перекрытием, минарет и парадный вход.

### Интерьер
Турецкая баня внутри создана в мавританском стиле. Элементы отделки внутреннего убранства павильона были привезены в качестве трофея из Адрианополя в 1829 году: доски с надписями, доски с орнаментами, детали фонтанов, арки, карнизы, решётки, некоторые из которых датируются XVI—XVII веками.
В интерьере Турецкой бани пять помещений: Сени (Вестибюль), Раздевальня, Мыльня, Купольный зал и Шестигранный кабинет. Стены комнат облицованы искусственным мрамором и украшены лепным живописным орнаментом. Вход в Сени, которые ведут в Раздевальню, открывал орнаментированный портал. В Сенях установлена надпись XVII века:
С жителем этой обители блогополучие до светопредставления,

Как дверь, откроет ему счастье Всемогущий.

Да удовлетворит шахиншах любую его просьбу.

Да будет он вечно на троне без грусти в роскоши счастливой.
Каскадный фонтан устроен в резной нише, отделяющей Раздевальню от Мыльни. Мыльня имела естественное освещение. В её стены вмонтировали две чаши с кранами для тёплой и холодной воды. В центральном восьмиугольном Купольном зале находился бассейн с фонтаном в центре. Здесь были установлены привезённые из Турции мраморные фонтанные доски с высеченными на них стихами и прозаическими надписями. Одна из них, вывезенная из Варны, уникальна. Кроме надписи на турецком она имеет надпись на армянском языке, указывает имя армянского мастера Назаре, создавшего её, дату создания — 20 августа 1740 года. Уникален также чешуйчатый наклонный фонтан-каскад, относящийся к XVII—XVIII векам, стоявший прежде в Киоске султана в Адрианополе. Он представляет собой так называемый фонтан слёз, по которому капают одиночные редкие капли. Фонтан покрыт растительным и геометрическим узорами. К купольному залу примыкает Шестигранный кабинет, служивший местом отдыха и непринуждённой беседы.

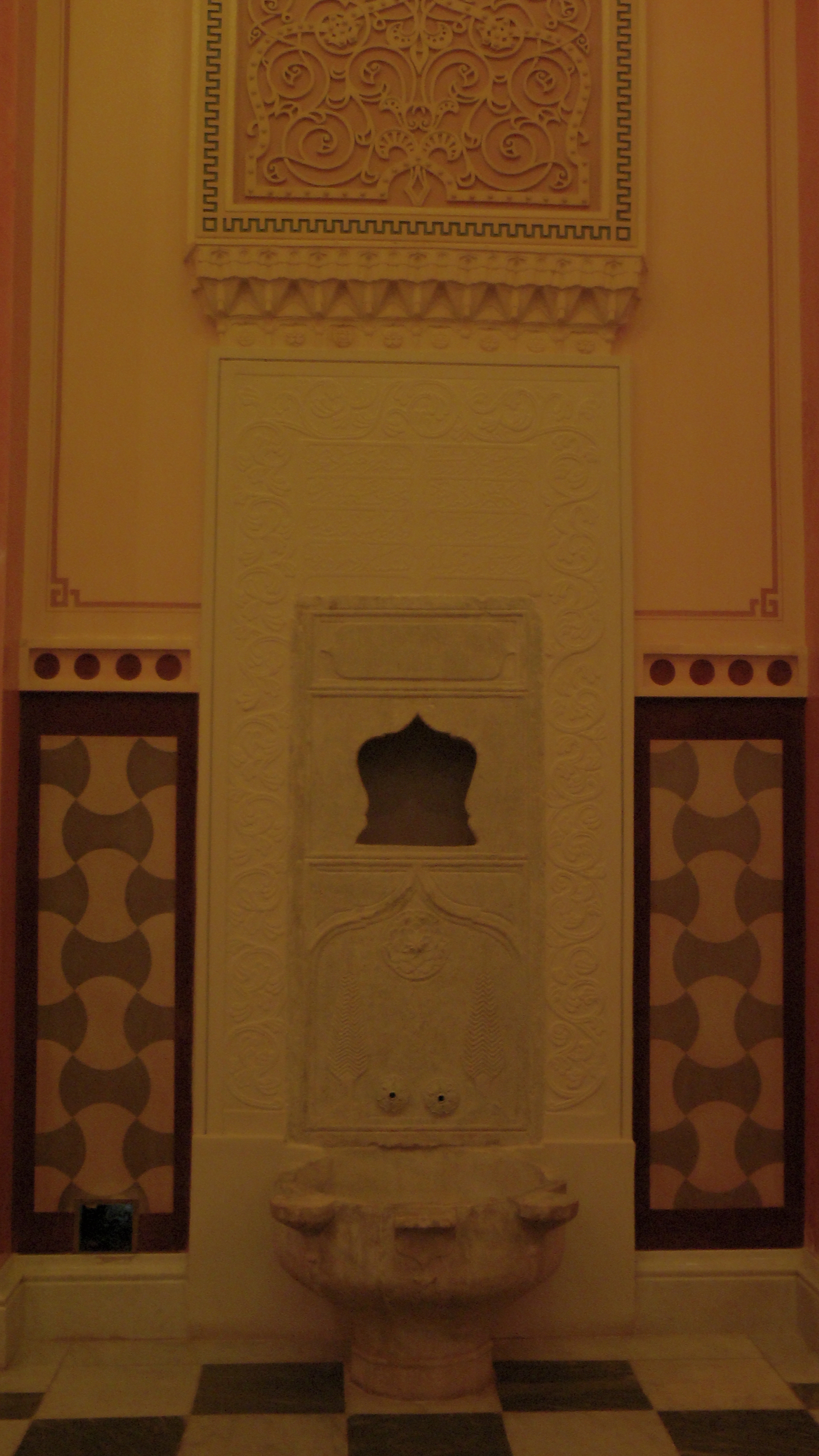
Турецкая баня. Интерьер. Фонтан между Раздевальней и Мыльней в действии
- Турецкая баня. Фонтан в Купольном зале. Крупный план
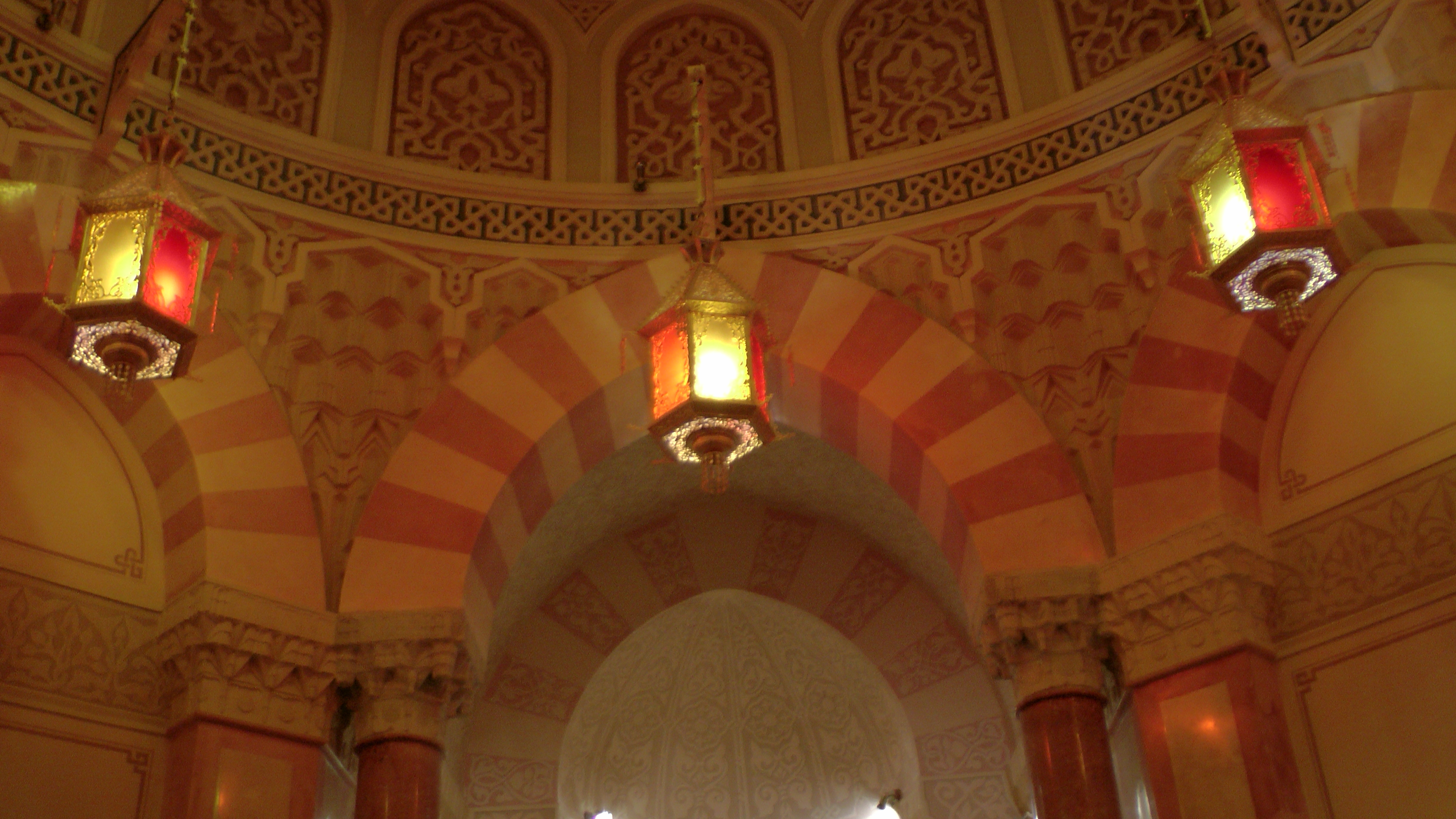
Турецкая баня. Интерьер. Фонтан в Купольном зале в действии
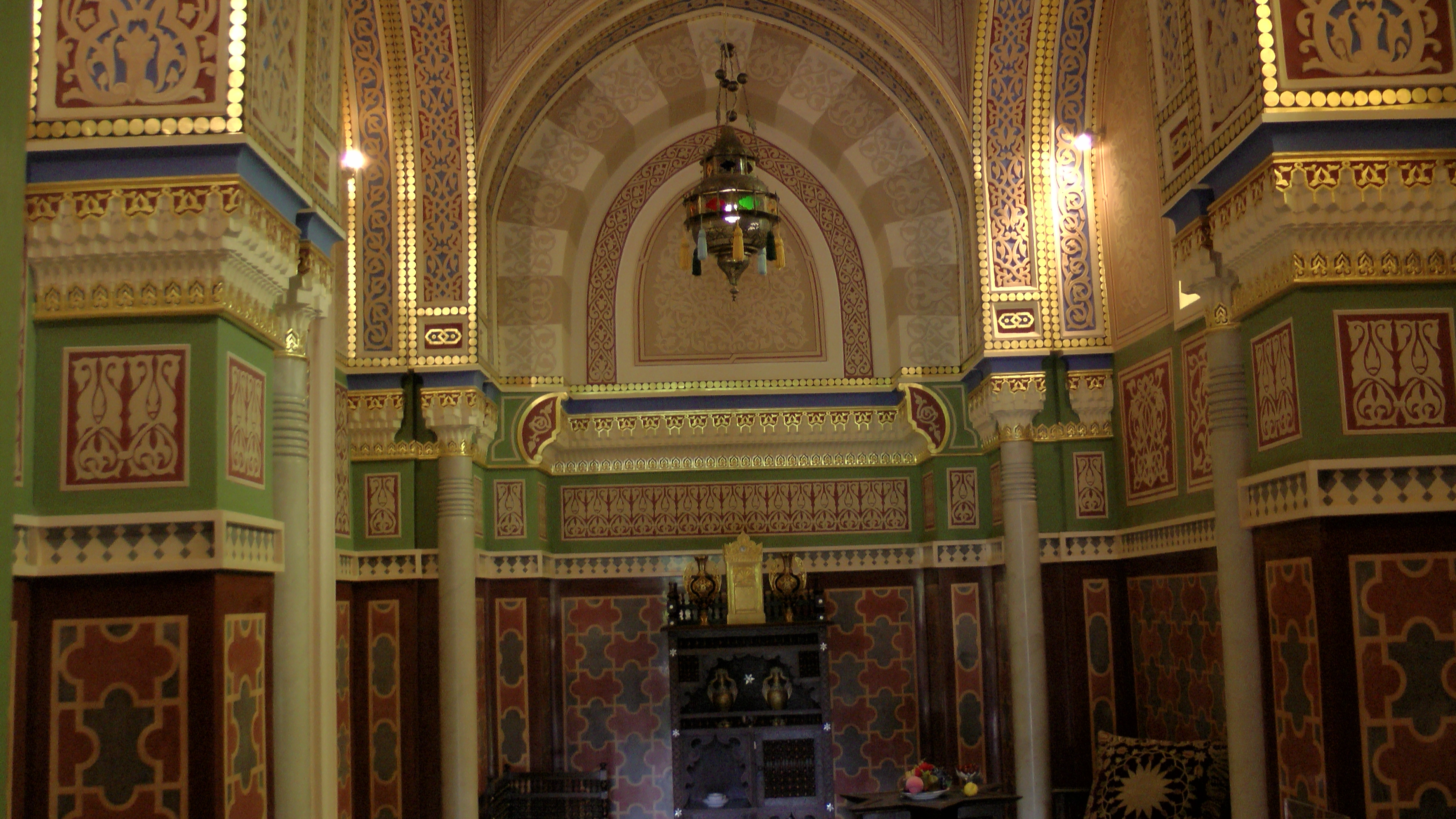
Турецкая баня. Интерьер. Мыльня
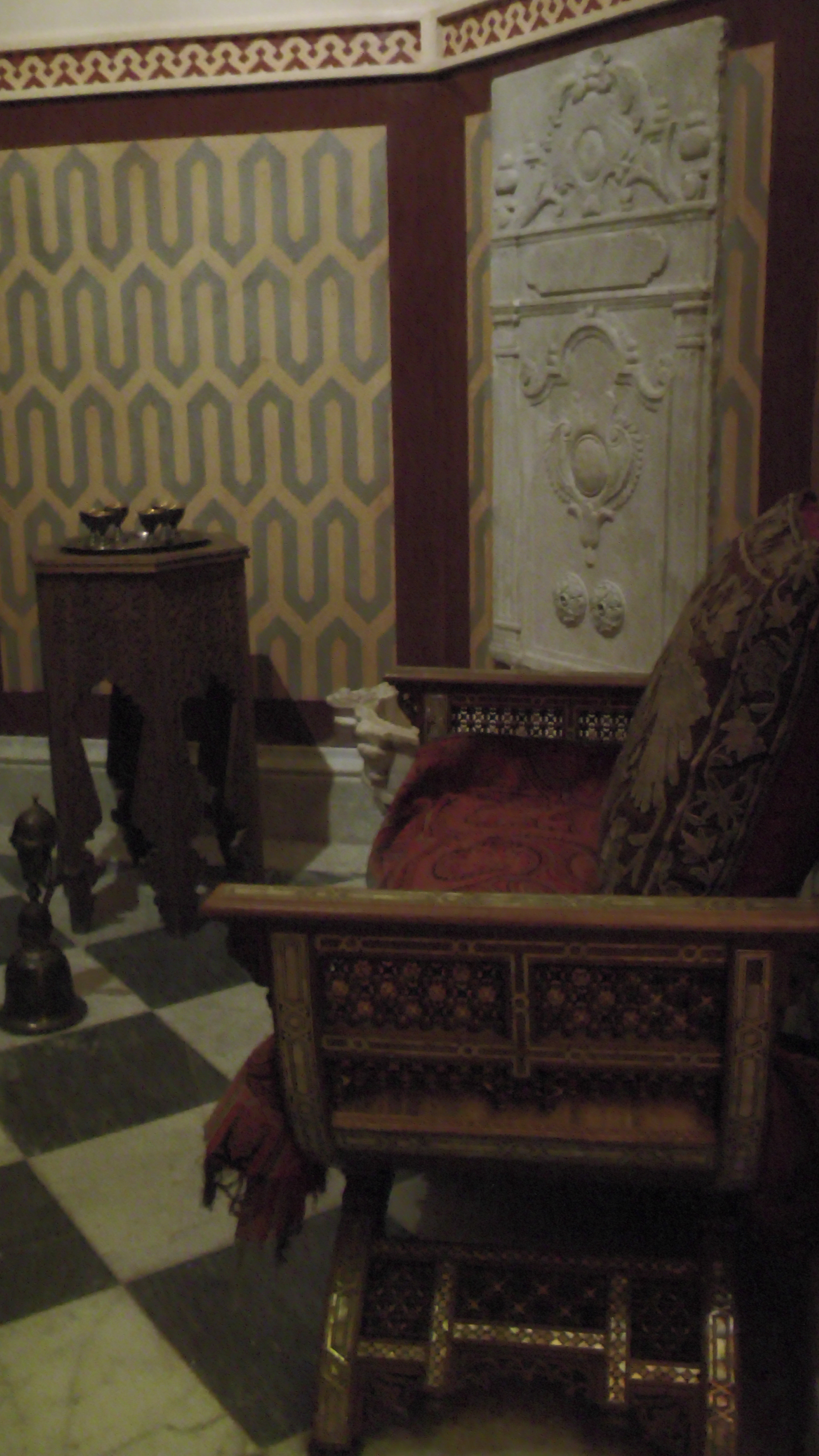
Турецкая баня. Интерьер. Купольный зал
- Турецкая баня. Интерьер. Раздевальня
- Турецкая баня. Интерьер. Шестигранный кабинет

## Турецкая баня Екатерининского парка в изобразительном искусстве 2-й половины XIX — начала XX века
Российские художники несколько раз изображали Турецкую баню в своих произведениях. Сам И. А. Монигетти изобразил на акварели фасад будущей постройки, когда она находилась ещё в стадии проектирования. Павильон вскоре после завершения строительства изображён на акварели Иосифа Шарлеманя. Турецкая баня присутствует на картине украинского пейзажиста, представителя академизма Филиппа Клименко.

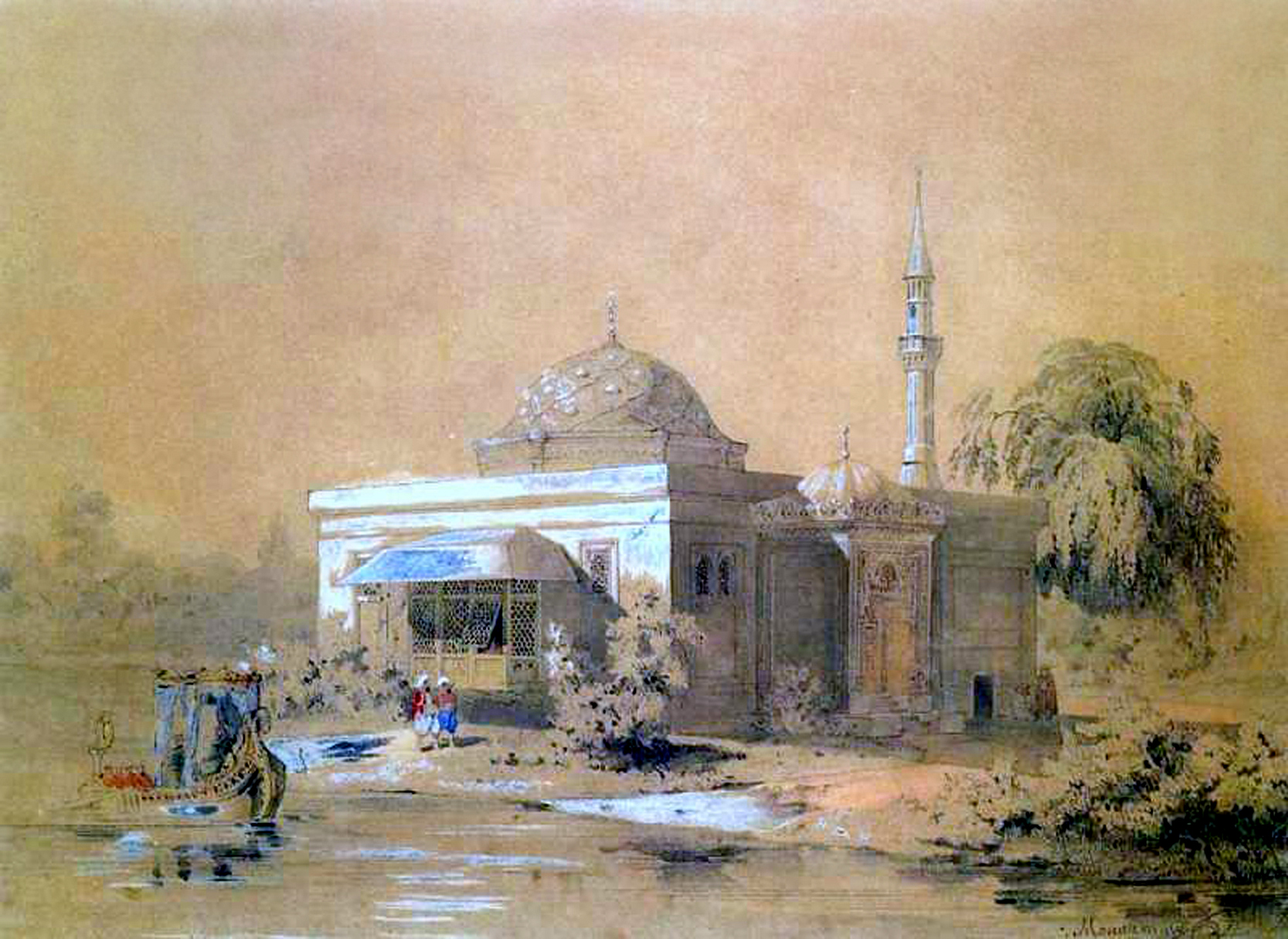
Монигетти И. Турецкая баня. Тонированная бумага, графитный карандаш, акварель, белила, золото
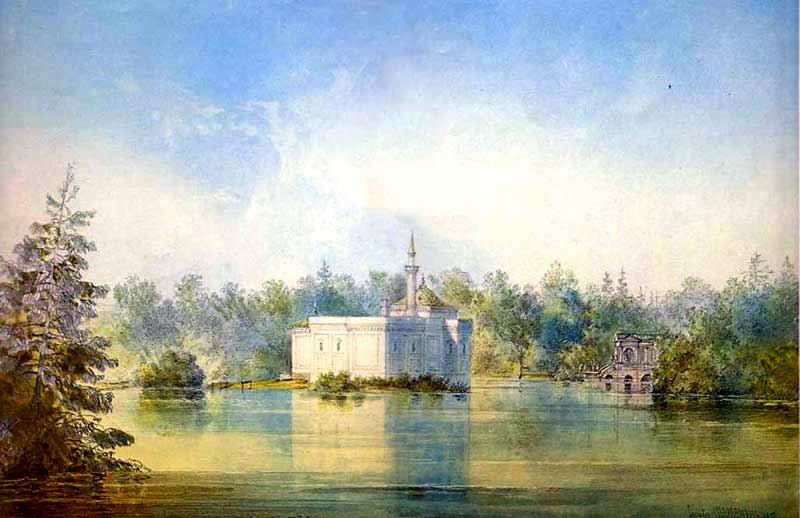
Шарлемань И. Турецкая баня, акварель. 1856
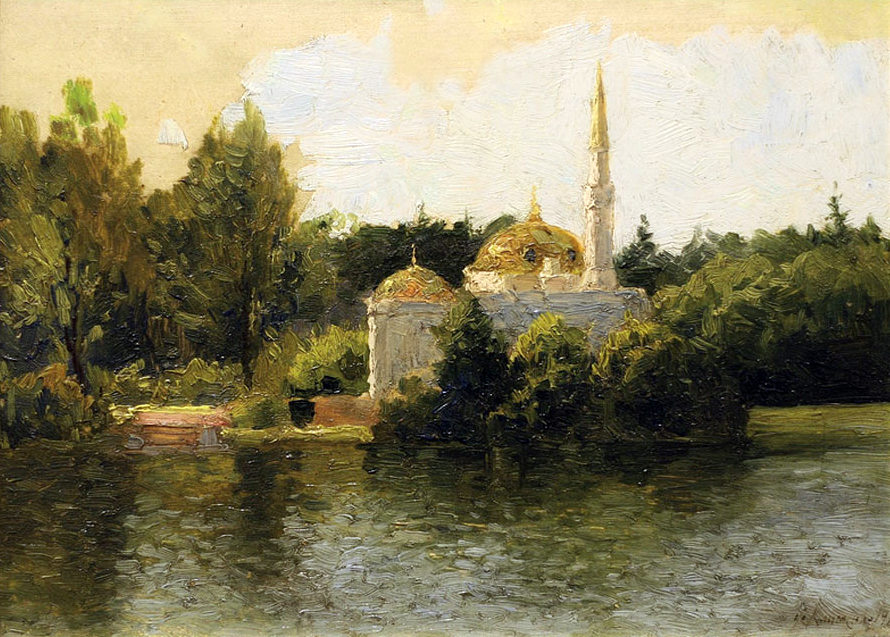
Клименко Ф. Ф. (1862—1917). Турецкая баня в Царском Селе. Картон, масло